# 34703 Wozniakiewicz
34703 Wozniakiewicz este o planetă minoră (asteroid), cu un diametru de 3,991 km, din centura de asteroizi. A fost descoperită pe 16 iulie 2001 la Stația Anderson Mesa de Lowell Observatory Near-Earth-Object Search. 
Obiectul prezintă o orbită caracterizată de o semiaxă mare de 2,3849116 UAi, o excentricitate de 0,17, o înclinație de 1,97604 ° în raport cu ecliptica.